# 브리스톨노스웨스트 (영국 의회 선거구)
브리스톨노스웨스트 (Bristol North West)는 잉글랜드 브리스톨시에 위치한 영국 의회의 선거구이다. 2017년 총선부터 노동당의 대런 존스가 지역구 의원을 맡고 있다.

## 지역 정보
잉글랜드 서남부 브리스톨시의 북서쪽 일대에 해당되는 지역구로 세번강 하구까지 포괄한다. 로렌스웨스턴 (Lawrence Weston), 사우스메드 (Southmead) 등의 저소득층 주거지역과 웨스트베리온트림 (Westbury-on-Trym), 스토크비숍 (Stoke Bishop) 등의 부유층 주거지역이 공존하고 있다.

## 역사
브리스톨노스웨스트는 예로부터 보수당과 노동당이 번갈아 차지하는 접전 지역구였다. 이 구도를 깬 것은 2010년 총선에서 자유민주당의 폴 해로드(Paul Harrod) 후보가 노동당의 샬럿 레즐리 후보에 이어 2위를 차지한 것이 유일하며, 노동당의 과반득표율도 20.8%로 대폭 감소한 모습을 보였다. 이는 2010년 총선의 전 지역구 선거를 통틀어 최고 수준이었다.
그러나 2015년 보수당 후보가 9.5%의 과반득표율로 지역구를 차지하고 노동당이 2위에 머무면서 다시 한번 보수당-노동당 구도로 되돌아왔고, 그 다음 2017년 총선에서는 9% 표격차로 노동당의 대런 존스 후보가 예상을 깨고 당선권에 들었다. 대런 존스 의원은 2019년 총선, 2024년 총선에서도 연임에 성공하였다.
2016년 영국 유럽 연합 탈퇴 국민투표에서는 잔류표가 61%를 차지, 유럽연합 탈퇴에 반대하는 모습을 보였다.

## 관할 구역
브리스톨시의 북서쪽 워드들을 아우르고 있으며 세번강 하구까지 관할구역으로 삼고 있다. 다음은 역대 관할구역 목록이다.
- 1950년~1955년: 브리스톨 주자치구 애번, 더드햄, 호필드, 웨스트베리온트라임

- 1955년~1983년: 브리스톨 주자치구 애번, 헨베리, 호필드, 사우스미드, 웨스트베리온트라임

- 1983년~1997년: 브리스톨시 애번마우스, 헨베리, 호필드, 킹스웨스턴, 로크리즈, 사우스미드, 웨스트베리온트라임 / 노스에이번구 필턴카보로, 필턴코니거, 필턴노스빌, 스토크길퍼드노스, 스토크길퍼드사우스

- 1997년~2010년 : 브리스톨시 애번마우스, 헨베리, 호필드, 킹스웨스턴, 로크리즈, 사우스미드 / 사우스글로스터셔 필턴차보로, 필턴코니거, 필턴노스빌, 패치웨이캘리크로프트, 패치웨이코니스턴, 패치웨이스토크로지, 스토크길퍼드노스, 스토크길퍼드사우스

- 2010년~2024년 : 브리스톨시 애번마우스, 헨베리, 헨리즈, 호필드, 킹스웨스턴, 로크리즈, 사우스미드, 스토크비숍, 웨스트베리온트라임

2010년 영국 총선에 앞서 잉글랜드 구획위원회가 실시한 에이번주, 서머싯주, 글로스터셔주 일대의 선거구 개편 심의가 이루어졌다. 이것으로 브리스톨 시 경계 이내에 완전히 들어오게 되었으며 기존에 사우스글로스터셔에 속했던 플리턴, 패치웨이, 스토크길퍼드, 브래들리스토크, 아즈텍웨스트는 신설된 필턴 브래들리스토크 선거구로 이전됐다. 동시에 브리스톨웨스트 선거구에서 스토크비숍, 헨리즈, 웨스트베리온트라임 지역을 넘겨받았다.
- 2024년~현재 : 브리스톨시 애번머스 로렌스웨스턴, 비숍턴 애슐리다운, 핸버리 브렌트리, 호필드, 사우스미드, 스토크비숍, 웨스트베리온트라임 헨리즈[8]

브리스톨웨스트에서 비숍턴 애슐리다운 지역을 넘겨받는 동시에, 로크리즈 지역을 신설된 브리스톨노스이스트 선거구로 이전하였다.

## 국회의원
| 선거 | 선거        | 의원                | 정당     |
| ---- | ----------- | ------------------- | -------- |
|      | 1950년      | 거니 브레이스웨이트 | 보수당   |
|      | 1955년      | 크리스토퍼 보이드   | 노동당   |
|      | 1959년      | 마틴 맥라렌         | 보수당   |
|      | 1966년      | 존 엘리스           | 노동당   |
|      | 1970년      | 마틴 맥라렌         | 보수당   |
|      | 1974년 10월 | 로널드 토마스       | 노동당   |
|      | 1979년      | 마이클 콜빈         | 보수당   |
|      | 1983년      | 마이클 스턴         | 보수당   |
|      | 1997년      | 더그 네이스미스     | 노동협동 |
|      | 2010년      | 샬럿 레즐리         | 보수당   |
|      | 2017년      | 대런 존스           | 노동당   |

## 역대 선거 결과

### 2020년대
|  | 49.6% |

|  | 17.3% |

|  | 14.0% |

|  | 10.0% |

|  | 8.6% |

|  | 0.5% |

### 2010년대
|  | 48.9% |

|  | 38.7% |

|  | 8.8% |

|  | 3.5% |

|  | 50.7% |

|  | 41.8% |

|  | 5.2% |

|  | 2.3% |

|  | 43.9% |

|  | 34.4% |

|  | 9.4% |

|  | 6.2% |

|  | 5.7% |

|  | 0.3% |

|  | 38.0% |

|  | 31.5% |

|  | 25.9% |

|  | 2.3% |

|  | 1.3% |

|  | 1.0% |

### 2000년대
|  | 46.7% |

|  | 27.9% |

|  | 20.1% |

|  | 2.4% |

|  | 1.7% |

|  | 1.2% |

|  | 52.1% |

|  | 28.7% |

|  | 15.9% |

|  | 2.5% |

|  | 0.8% |

### 1990년대
|  | 49.9% |

|  | 29.3% |

|  | 13.2% |

|  | 3.1% |

|  | 2.9% |

|  | 0.9% |

|  | 0.5% |

|  | 0.3% |

|  | 42.3% |

|  | 42.3% |

|  | 14.2% |

|  | 1.2% |

### 1980년대
|  | 46.6% |

|  | 34.6% |

|  | 18.8% |

|  | 43.9% |

|  | 32.6% |

|  | 23.6% |

### 1970년대
|  | 48.6% |

|  | 39.8% |

|  | 11.0% |

|  | 0.5% |

|  | 0.1% |

|  | 42.1% |

|  | 40.9% |

|  | 17.0% |

|  | 39.8% |

|  | 38.6% |

|  | 20.9% |

|  | 0.8% |

|  | 47.6% |

|  | 45.5% |

|  | 6.5% |

|  | 0.5% |

### 1960년대
|  | 50.1% |

|  | 48.7% |

|  | 1.2% |

|  | 45.1% |

|  | 42.9% |

|  | 12.0% |

### 1950년대
|  | 52.0% |

|  | 48.0% |

|  | 51.9% |

|  | 48.1% |

|  | 53.6% |

|  | 46.4% |

|  | 47.7% |

|  | 42.7% |

|  | 9.6% |

### 참고
1. ↑  2024년 후보등록 마감 이후 보수당은 도박 스캔들 의혹에 휩싸인 로라 손더스 후보의 공천을 철회하였다.[14]
2. ↑  노동당 → 보수당 선회득표율 기준. 타 정당 → 보수당 선회득표율은 10.1%이다.
3. ↑  타 정당 → 보수당 기준. 노동당 → 보수당 선회득표율은 0.7%.
4. ↑  보수당 → 자유당/SDP 기준. 노동당 → 보수당 선회득표율은 2.5%.
5. ↑  타 정당 → 노동당 선회득표율은 4.6%.
6. ↑  타 정당 → 보수당 선회득표율은 5.9%.